# Hálfdanar þáttr svarta ok Haralds hárfagra
Der Hálfdanar þáttr svarta ok Haralds hárfagra (Þáttr über Halvdan den Schwarzen und Harald Schönhaar) ist ein Abschnitt aus der Flateyjarbók und schildert in kurzer Form Episoden aus dem Leben der norwegischen Könige Halvdan Svarte und dessen Sohn Harald Schönhaar.
Inhaltlich wird in legendarischer Charakteristik zum einen geschildert, wie der Riese Dofri die Julspeisen aus Halvdans Festhalle stiehlt. Der Riese  wird auf frischer Tat gestellt und gefangen genommen. Der fünfjährige Harald jedoch befreit Dofri. Ob dieser Tat wird Harald von Halvdan verbannt und findet Asyl bei dem ihm dankbaren Dofri. Dieser kümmert sich an Vaters statt um ihn, erzieht Harald und bereitet ihn auf die zukünftige Übernahme der Regierungsgeschäfte von Halvdan vor. Harald erhält den Beinamen Dofrafostri. Zum anderen werden Verhalte zu Haralds späteren Ehe-, beziehungsweise diverse Heiratsangelegenheiten erzählt.
Der Þáttr basiert vermutlich auf einer verlorenen Saga aus dem frühen 13. Jahrhundert, die Snorri Sturluson ebenfalls als Quelle für die von ihm verfasste Hálfdanar saga svarta und für die Haralds saga hárfagra aus der Heimskringla verwendete. In der Leithandschrift GKS 1005 finden sich beide Þættir (Hálfdanar þáttr svarta und Haralds þáttr hárfagra) in direkter Folge. Literaturgeschichtlich bedeutend sind hier Zitate aus der Haraldskvæði.